# Catedral de la Dormició (Vladímir)
La catedral de la Dormició (o de l'Assumpció) de la ciutat de Vladímir és una de les principals esglésies de la Rússia medieval dels segles xiii i xiv. Forma part del Patrimoni de la Humanitat.
La catedral va ser encomanada per Andrei Bogoliubski i dedicada a la Mare de Déu, que es va promoure com la santa patrona de Vladímir. Edificada entre els anys 1158 i 1160, va ser ampliada en el lapse de 1185-1189 per reflectir el prestigi de la ciutat. Amb una superfície de 1.178 metres quadrats, va ser la més gran església russa en els següents 300-400 anys.
Andrei Bogoliubski, Vsèvolod III Iúrievitx i altres governants del Principat de Vladímir-Súzdal van ser sepultats a la cripta d'aquesta església. A diferència d'altres tants santuaris, la catedral va sobreviure a la gran devastació i l'incendi de Vladímir el 1239, quan les hordes mongoles de Batu Khan hi van fer presència.
Als murs exteriors de l'església hi ha relleus esculpits a les arcuacions, capitells i mènsules. L'interior va ser pintat al segle xii i repintat per Andrei Rubliov i Daniil Txiorni el 1408. La catedral de la Dormició va servir de model per a Aristotile Fioravanti quan va dissenyar la catedral de la Dormició del Kremlin de Moscou (1475 - 1479).

## Icona de la marededeu de Vladimir
La icona de la marededeu de Vladimir és una antiquíssima obra mestra de la pintura romana d'Orient del segle xi. En primera instància, en portar-la de l'Imperi Romà d'Orient, es va guardar a Kíev. D'allà el príncep Andrei Bogoliubski el 1155 la va portar a Vladímir a la catedral de la Dormició; després, el 1395, sota el govern del príncep Basili I de Moscou, fill de Dmitri Donskoi, va ser enviada a Moscou i dipositada a la catedral de la Dormició del Kremlin. Des de 1930 es conserva a la galeria Tretiakov de Moscou.